# ال تارتر
ال تارتر (به لاتین: El Tarter) یک روستا در آندورا با جمعیت ۱٬۶۷۸ نفر است که در کانیلو واقع شده‌است.